# Estande de Teste VII
Estande de Teste VII, em alemão:  Prüfstand VII, abreviado para P-7, foi a principal instalação de testes para o foguete V-2 no Centro de Pesquisas do Exército de Peenemünde. Construído em 1938, ele foi utilizado até Fevereiro de 1945, sendo capaz de efetuar testes estáticos de motores de até 200 toneladas de empuxo. Entre os eventos marcantes ocorridos nesse local estão: o primeiro lançamento bem sucedido do míssil V-2 em 3 de Outubro de 1942, a visita de líderes militares alemães, além de voos de reconhecimento e bombardeios aliados.

## Descrição

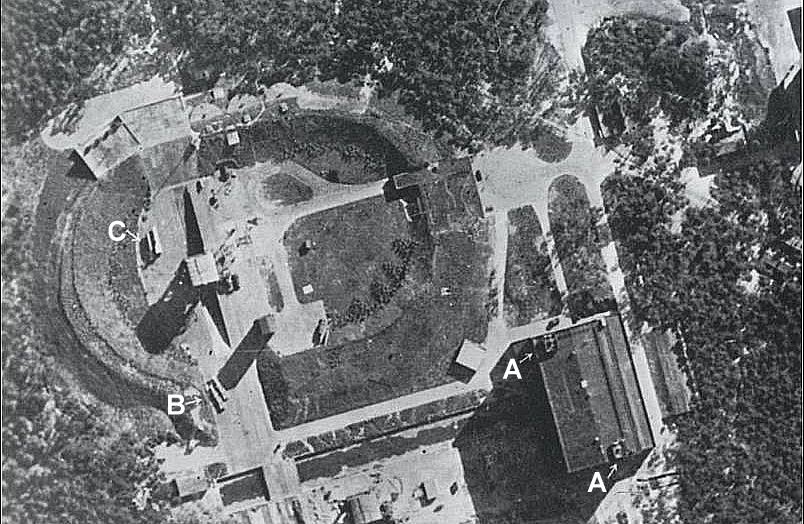
Vista aérea do P-7 obtida em 23 de Junho de 1943.

Duas características marcantes do P-7 foram: uma barreira de areia elíptica de grande inclinação com 612 metros de comprimento e uma larga trincheira de concreto para dissipar as chamas, além de um defletor (refrigerado a água) simétrico a ela feito com tubos de aço-Molibdênio. A trincheira de concreto media 7,6 m de comprimento por 0,91 m de profundidade, com uma inclinação leve de cada lado do defletor de chamas, chegando a 6,1 m de profundidade diminuindo novamente em direção a lateral da arena. Ao lado do defletor de chamas, existia uma longa sala subterrânea onde corriam tubos de 1,2 m de diâmetro que eram usados para levar água (a uma taxa de 454 litros/s), para resfriar o defletor de chamas.
Enquanto a parede de areia elíptica visava bloquear os ventos vindos do oceano, as estruturas de concreto dentro dessa área e subterrâneas serviam para proteger tanto equipamentos como pessoas tanto das possíveis explosões do foguete quanto de bombardeios inimigos. Um vão livre na parede de areia permitia a entrada de veículos, e um túnel aberto através dessa mesma parede, tinha a mesma finalidade. Integrado nessa parede de areia, próximo ao túnel, existia uma casamata onde ficava o centro de controle. O centro de controle, tinha portas duplas e escotilhas de vidro a prova de balas de onde observadores mantinham contato telefônico com a sala de telemetria bem mais afastada do P-7. Um receptor numa edificação simples próxima a Koserow fornecia a telemetria dos foguetes usando o "sistema Wolman" para rastreamento usando radares Doppler. Para foguetes que usavam rádio controle para o corte do motor (caso das V-2) o equipamento Brennschluss incluía um transmissor nos bancos do rio Peene a cerca de 12 km do P-7 com um radar Doppler e um radar Würzburg motorizado (apelidado de "rinoceronte") em Lubmin.

### Sala de Controle

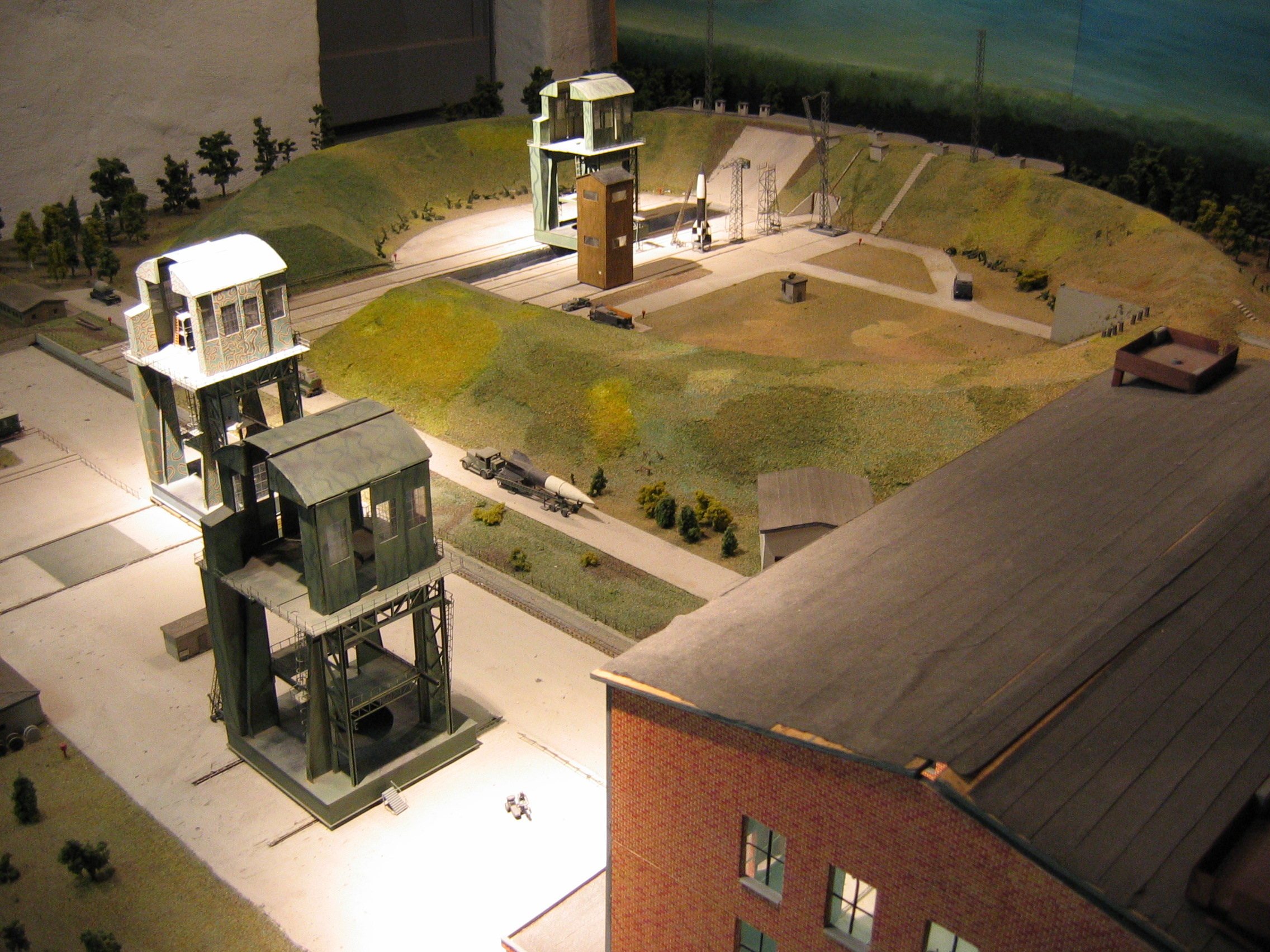
Maquete do P-7.

A sala de controle tinha painéis de telecomunicação, uma linha de quatro periscópios, manômetros, voltímetros e anemômetros, além de um painel de controle com interruptores e sinais luminosos que exibiam dinamicamente cerca de 15 pontos de medição de dentro do foguete. Adicionalmente, a sala de controle possuía um grande relógio de contagem regressiva que exibia o tempo restante para o lançamento, que era anunciado por auto falantes como "X menos quatro minutos", etc. Além da sala de controle, a casamata também continha escritórios, uma sala de conferência, um pequeno dormitório e também instalações sanitárias.
Um longo corredor subterrâneo ligava a sala de controle a uma sala na trincheira de concreto próxima ao defletor de chamas, com uma enorme quantidade de cabos de medição ocupando as paredes desse túnel. Um outro túnel ligava a sala do defletor ao exterior da arena, próximo a sala de bombas (em alemão:  Pumpenhaus). Próxima a cada de bombas havia torres de madeira e tanques para resfriar a água integrados a parede elíptica da arena.

### Torre de teste

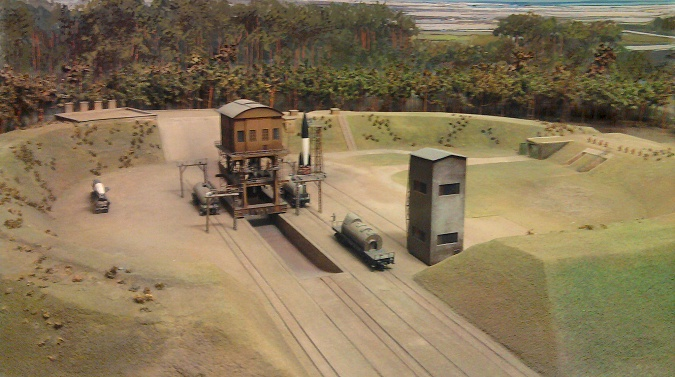
Outra vista da maquete do P-7.

Existia uma torre móvel dentro da arena que servia como estrutura de apoio e guindaste (Fahrbare Kranbühne) que podia ser movida sobre a trincheira de chamas para posicionar o foguete 7,5 metros acima do defletor, e que permitia que o míssil fosse inclinado em duas direções até cinco graus da posição vertical. A torre incluía um elevador e uma escala Toledo fabricada na Alemanha para medições de empuxo. Os lançamentos eram efetuados a partir de uma estrutura semelhante a uma mesa de aço (em alemão:  Brennstand).[carece de fontes?]
Sob as fundações de concreto, estavam: a sala de gravação, um pequeno cômodo, um escritório, cilindros de nitrogênio comprimido e tanques de armazenamento. A arena também incluía uma plataforma para calibrar motores e efetuar medições de testes de fluxo bombeando água e álcool usando turbobombas através da Câmara de combustão. Como o míssil V-2 não tinha controle sobre a turbobomba, calibragens à frio permitiam a determinação dos pontos mais frágeis do equipamento.

### O hangar
Fora da arena existia um hangar (em alemão:  Montagehalle), de 45,7 x 56,0 x 30 m usado para montagem e preparação, que foi projetado para atender até os projetos maiores, como o A-9 e o A-10 que foram planejados mas nunca construídos. O teto do hangar possuía estações com câmeras para filmar os eventos.[carece de fontes?]

## Reconhecimento e bombardeio aliado

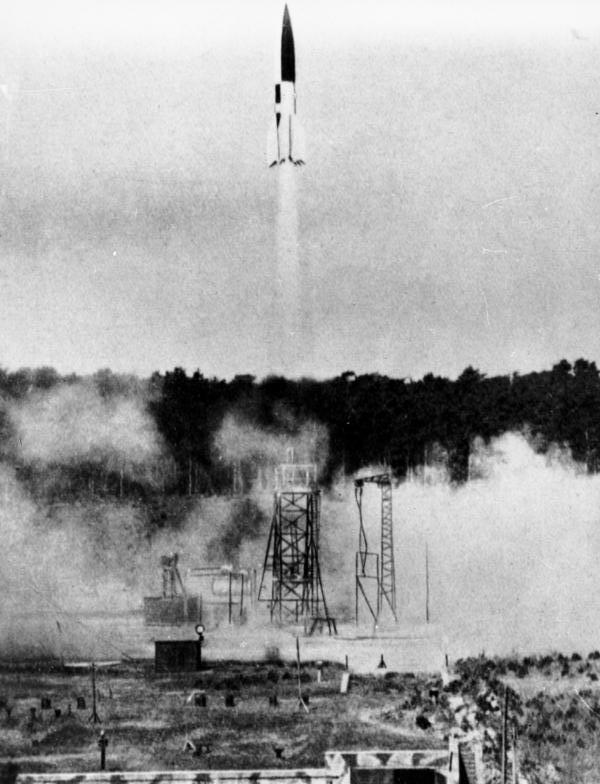
Um V-2 sendo lançado do P-7.

Em 15 de Maio de 1942, depois de fotografar destróiers alemães no porto de Kiel num voo de reconhecimento, o piloto D. W. Stevenson fotografou "um grande trabalho de construção" próximo ao aeroporto de Peenemünde. Mais tarde naquele mês, uma especialista em interpretação fotográfica decidiu que a escala era muito pequena para identificar o que era aquela estrutura de formato elíptico.
Um ano depois, em 22 de Abril de 1943, Bill White e Ron Prescott pilotando o De Havilland Mosquito DZ473 foram enviados para fotografar os estragos causados por bombardeios aliados em Stettin. Desta vez os especialistas conseguiram identificar uma arena elíptica (a mesma originalmente fotografada em Maio de 1942) e puderam observar um objeto de 7,6 m de comprimento saindo de uma edificação, que misteriosamente desapareceu na foto seguinte.
Em 22 de Abril de 1943 uma grande cortina de fumaça foi fotografada próximo da arena, o que foi mais tarde identificado como sendo um motor de foguete sendo testado. O primeiro relatório de reconhecimento fotográfico sobre Peenemünde circulou em 29 de Abril de 1943. Depois de mais alguns voos de reconhecimento, foi identificada uma atividade não usual na arena (supostamente usada para testes de explosivos) em 14 de Maio. Depois da Guerra se soube que naquele dia o Plenipotenciário Geral para o Emprego de Trabalhadores do III Reich, Fritz Sauckel, estava fazendo uma visita e presenciando um lançamento.[carece de fontes?]
A primeira evidência mais sólida sobre a existência de um foguete veio em 12 de Junho, quando um Spitfire pilotado por Gordon Hughes fotografou Peenemünde. Uma dessas fotos incluía um objeto num vagão de trem. Esse objeto foi identificado em 18 de Junho como um cilindro com cerca de 10 m de comprimento por 1,5 m de diâmetro, com aletas em uma das extremidades. Um foguete estava identificado. Depois da operação Hydra que bombardeou Peenemünde em 1943, o teto da casamata do P-7 foi reforçado, num segundo bombardeio em 1944, os ocupantes da casamata sofreram ferimentos quando um dos periscópios caiu.
O último lançamento de uma V-2 de Peenemünde ocorreu em Fevereiro de 1945, e em 5 de Maio de 1945, as forças soviéticas tomaram Peenemünde que aquela altura estava 75% destruída, e eles tinham ordens de destruir o restante.

## Pós Guerra
Entre 1948 e 1961 as instalações foram praticamente destruídas pelas forças soviéticas de ocupação. Hoje em dia membros do clube de foguete modelismo "DERA" de Berlin, promovem um evento anual todo dia 3 de Outubro efetuando lançamentos a partir da área onde o P-7 estava localizado.[carece de fontes?]